# Книга на пророк Наума
Книга на пророк Наума е книга от Стария завет на Библията, седмата от книгите на 12-те малки пророци в Библията. За автор се приема пророк Наум и вероятно е написана през 7 век пр.н.е. в Йерусалим.

## Структура
Заглавие (1,1)
Слава на Бог (1,2 – 2,1)
Съдът на Ниневия (2,2 – 3,19)
Нападение на града (2,2 – 6)
Грабеж (2,7 – 11)
Метафори с лъвове (2,12 – 14)
Престъпление и наказание (3,1 – 7)
Сравнение с Тива (3,8 – 15)
Неизбежният съд (3,16 – 19)

## Исторически контекст
Йосиф Флавий датира Наум по времето на царстването на Йоафам, докато според други той е живял по времето на Ахаз или дори на Езекия. Всичките тези времена обаче сочат към 8 век пр.н.е. В този случай следва книгата да е написана в Йерусалим където Наум да е станал свидетел на нападението на Сенахериб и унищожението на града.
Според научният консенсус обаче книгата разглежда унищожението на Ниневия от мидийците и вавилонците през 612 г. пр.н.е.
Темата на пророчеството на Наум е приближаващото пълно и окончателно унищожаване на Ниневия – столицата на голямата и по това време процъфтяваща асирийска империя. Ашурбанипал e на върха на славата си. Ниневия по това време е огромен град и център на цивилизацията и търговията по света. Според Наум – „кървав град, пълен с измама и убийство“ (Наум 3:1), което е препратка към военните кампании на неоасирийската империя и налагането на данъци и грабежи от покорените градове.
Иона вече е предупредил Ниневия веднъж, а след Наум това прави и Софиния, който също предрича унищожението на града.
Ниневия е била унищожена от пожар около 625 г. пр.н.е. и асирийската империя рухва – събитие, което променя облика на Азия. Според археологическите разкопки Ниневия е в зенита си под Сенахериб (705 – 681 г. пр.н.е.), Есархадон (681 – 669 г. пр.н.е.) и Ашурбанипал (669 – 633 г. пр.н.е.). Масивните стени на града по това време са с дължина 8 мили. Градът има акведукт, дворци и библиотека с 20 000 плочки включващи описания на Енума Елиш и Епоса за Гилгамеш.
Вавилонските хроники разкриват точно унищожаването на Ниневия – вавилонския цар Набопасалар се обединява с царя на мидийците – Киаксар и обсажда града три месеца.
Асирия устоява още няколко години след загубата на крепостта си. Опитите на египетския фараон Нехо II да я завладее се провалят заради опозицията на Иосия от Юдея, но тя приключва около 609 г. пр.н.е.

## Божествена природа
Още от откриването си Наум показва, че Бог е бавен в гнева си, но че той по никакъв начин няма да игнорира виновните. Бог ще осъществи отмъщението и гнева си, той е представен като Бог, който ще накаже злото, но ще защити тези, които се доверяват на него. В началния пасаж (Наум 1:2 – 3) се казва: „Господ е Бог ревнив и отмъстител; отмъстител е Господ и е страшен с гняв: отмъщава Господ на враговете Си и не ще пощади противниците Си. Господ е дълготърпелив и велик по сила и не оставя без наказание.“. Бог е силен и ще използва средства, но могъщият Бог не се нуждае от никой друг, който да отмъщава вместо него.